# Station Bergen op Zoom
Station Bergen op Zoom is een Nederlands spoorwegstation aan de "Zeeuwse Lijn" Roosendaal - Vlissingen. Het station bedient niet alleen de West-Brabantse stad Bergen op Zoom, maar heeft door diverse streekbusverbindingen ook een regionale functie.
Het station werd geopend op 23 december 1863. In 1971 werd het oorspronkelijke stationsgebouw vervangen door een modern ogende constructie met veel glas van de hand van architect Cees Douma. Op de voorgevel is een mozaïek van de kunstenaar Jan Dijker aangebracht. 
Vanaf 2011 is gefaseerd gestart met het aanpakken van de stationsomgeving. Het busstation is vernieuwd en is dynamisch geworden waarbij de vertrektijden op lichtkranten  op de perrons worden aangekondigd, de fietsenstallingen aan beide zijdes van het station zijn vernieuwd en uitgebreid, op de plek van de voormalige busremise zijn woningen gerealiseerd, de voetgangerstunnel en het stationsplein zijn heringericht en op het voormalige emplacement is het hoofdbureau van politiedistrict Markizaten verrezen waarin ook de regionale meldkamer voor West-Brabant/Zeeland onderdak heeft gevonden.
Het stationsgebouw heeft nadien nog een opknapbeurt gekregen, zowel aan het exterieur als interieur waarbij de komst van het "Stationshuiskamer"-concept het meest in het oog valt. Tevens heeft ProRail het perron volledig herbestraat en van nieuwe verlichting en meubilair voorzien.
Het eilandperron met de oorspronkelijke overkapping kan bereikt worden door middel van een overweg naar de stationshal, gelegen ten westen van de sporen, en een voetgangerstunnel met uitgangen aan beide uiteinden en ter hoogte van het perron een trap en een lift. Het eilandperron ligt tussen de sporen 2 en 3. Het station had de beschikking over 2 extra sporen voor goederentreinen en/of inhalende treinen, deze zijn eind mei 2023 gesaneerd.

## Trein
In de dienstregeling 2025 stoppen de volgende treinseries op dit station:
| Serie | Treinsoort     | Route | Bijzonderheden |
| ----- | -------------- | --- | --- |
| 2200  | Intercity (NS) | Amsterdam Centraal – Amsterdam Sloterdijk – Haarlem – Leiden Centraal – Den Haag HS – Delft – Schiedam Centrum – Rotterdam Centraal – Dordrecht – Roosendaal – Bergen op Zoom – Vlissingen | Rijdt op weekdagen overdag 1x/uur en vormt een halfuurdienst met series 2300 (tussen Amsterdam Centraal en Roosendaal) en 6500 (tussen Roosendaal en Vlissingen). 's Avonds en in het weekend rijdt deze serie 2x/uur. |
| 2300  | Intercity (NS) | Amsterdam Centraal – Amsterdam Sloterdijk – Haarlem – Leiden Centraal – Den Haag HS – Delft – Schiedam Centrum – Rotterdam Centraal – Dordrecht – Roosendaal – Bergen op Zoom – Vlissingen | Rijdt alleen op weekdagen overdag en rijdt 1x/uur. Vormt tussen Amsterdam Centraal en Roosendaal een halfuursdienst met serie 2200. 's Avonds en in het weekend rijdt serie 2200 2x/uur.                               |
| 6500  | Sprinter (NS)  | Roosendaal – Bergen op Zoom – Goes – Middelburg – Vlissingen | Rijdt doordeweeks 1x per uur. Rijdt niet 's avonds en in het weekend. |

In de late avond rijdt de op een na laatste Intercity richting Amsterdam Centraal niet verder dan Rotterdam Centraal. De laatste Intercity rijdt zelfs niet verder dan Roosendaal.

## Voor- en natransport
Er zijn zowel een bewaakte fietsenstalling als onbewaakte fietsenstallingen aanwezig. De bewaakte fietsenstalling bevindt zich in het stationsgebouw en is via de centrumzijde te betreden. Sinds december 2013 is deze bewaakte fietsenstalling onbemand. Ook is er aan beide zijden van het station (centrumzijde en oostzijde) een onbewaakte fietsenstalling. Daarnaast is er een busstation met verbindingen richting diverse kernen in de omgeving (zie kopje bus) en kan er gebruikgemaakt worden van de Zonetaxi of Regiotaxi. Ook zijn er meerdere parkeerterreinen voor auto's, zoals het Q-park aan de oostzijde van het station.

## Bus

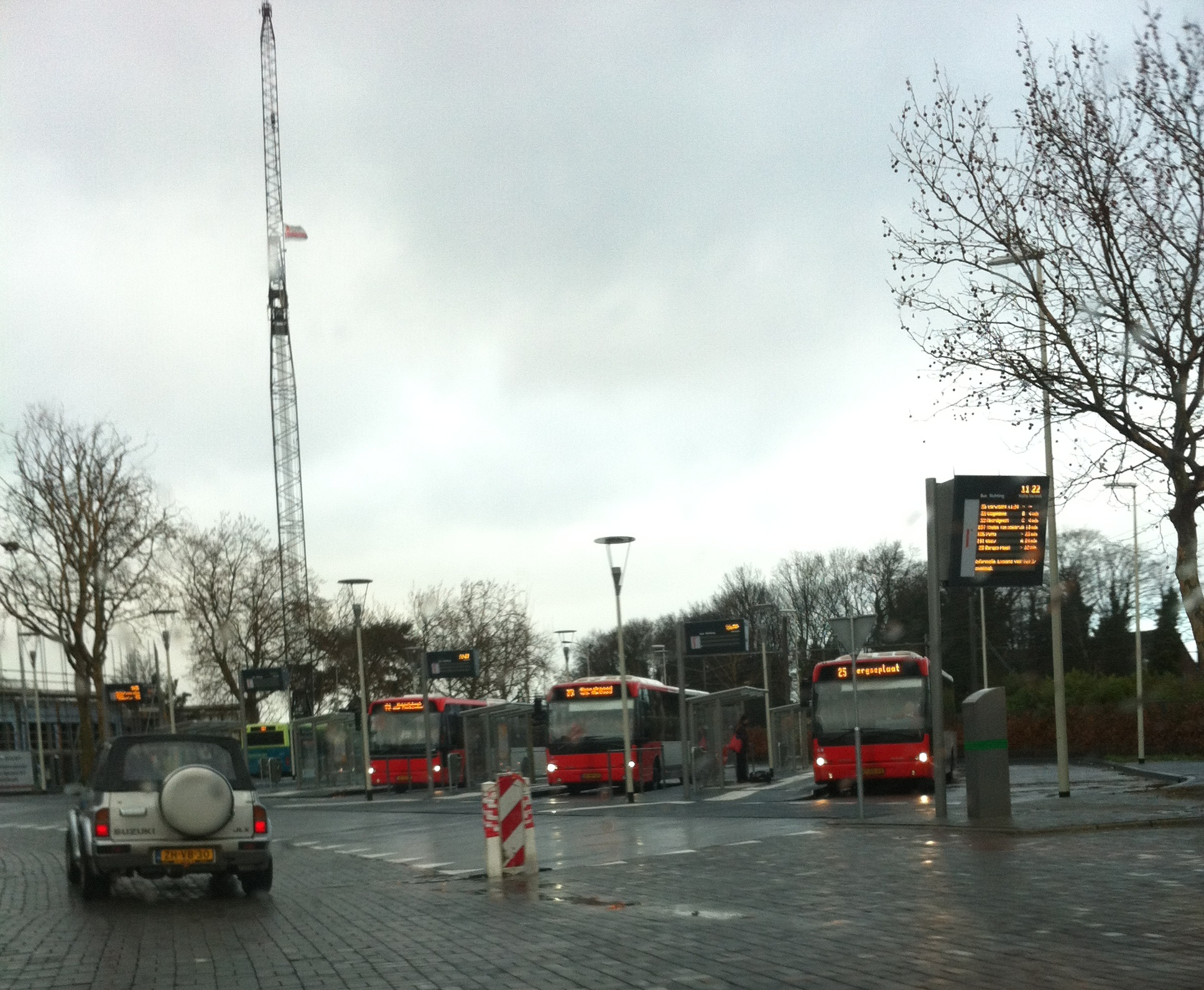
Dynamisch Busstation Bergen op Zoom

Het busstation van Bergen op Zoom, gelegen naast het spoorwegstation, vormt het centrum van een stads- en streekvervoernetwerk. Dagelijks rijden er vanaf het station bussen naar verschillende dorpen/steden in de regio West-Brabant, Zuid-Holland en het eiland Tholen. De streekdiensten worden verzorgd door Connexxion en Arriva, die sinds 14 december 2014 de busdiensten van Veolia Transport heeft overgenomen.
Het busstation is eind 2011 vervangen voor een nieuw dynamisch busstation, waar met digitale schermen de aankomst- en vertrektijden/haltes voor de bussen staan aangegeven.
De bussen die geëxploiteerd worden door Connexxion horen bij de concessie Zeeland, die van Arriva bij de concessie West-Brabant.
| Lijn | Route | Soort bus   | Vervoerder | Bijzonderheden |
| ---- | --- | ----------- | ---------- | --- |
| 102  | Bergen op Zoom - Halsteren - Tholen - Oud-Vossemeer - Nieuw-Vossemeer - Sint Philipsland - Oude-Tonge                              | Streekbus   | Connexxion | |
| 107  | Bergen op Zoom - Halsteren - Tholen - (Oud-Vossemeer) - Poortvliet - Scherpenisse - Sint-Maartensdijk - Stavenisse ← Sint-Annaland | Streekbus   | Connexxion | Gekoppeld aan lijn 108; begint in Sint-Annaland en eindigt in Stavenisse; 's avonds en in het weekend via Oud-Vossemeer en alleen in de richting van Stavenisse    |
| 108  | Bergen op Zoom - Halsteren - Tholen - (Oud-Vossemeer) - Poortvliet - Scherpenisse - Sint-Maartensdijk - Sint-Annaland ← Stavenisse | Streekbus   | Connexxion | Gekoppeld aan lijn 107; begint in Stavenisse en eindigt in Sint-Annaland; 's avonds en in het weekend via Oud-Vossemeer en alleen in de richting van Sint-Annaland |
| 161  | Roosendaal - Wouw - Heerle - Bergen op Zoom                                                                                        | Streekbus   | Arriva     | |
| 209  | Sint Philipsland → Sint Annaland - Oud-Vossemeer - Tholen - Halsteren - Bergen op Zoom                                             | Spitsbus    | Connexxion | 's Ochtends in de richting van Bergen op Zoom, 's middags in de richting van Sint-Annaland                                                                         |
| 360  | Rotterdam Zuidplein - Numansdorp - Dinteloord - Steenbergen - Halsteren - Bergen op Zoom - Hoogerheide - Ossendrecht - Putte       | Bravodirect | Arriva     | |
| 361  | Oud Gastel - Stampersgat - Dinteloord - Steenbergen - Halsteren - Bergen op Zoom - Hoogerheide - Ossendrecht                       | Bravodirect | Arriva     | |
| 603  | Sint-Maartensdijk - Scherpenisse - Poortvliet - Halsteren - Bergen op Zoom                                                         | Schoolbus   | Connexxion | |

## Overig

### Stationsvoorzieningen
Op station Bergen op Zoom zijn een aantal bedrijven en winkels te vinden. Zo is er een kiosk en een snackbar. Tegenover het station is er ook een hotel/restaurant. Voor het station is er een taxi opstapplaats. Naast het station bevindt zich het busstation.

### Station Bergen op Zoom Zuid
Om de geplande wijk De Markiezaten en de al bestaande wijk Bergse Plaat in het zuiden van de stad beter te ontsluiten, wenst de gemeente een tweede station. Dit station zou dan over de Markiezaatsweg komen te liggen. Dit station wordt voorlopig nog niet gerealiseerd, omdat de bouw van de wijk De Markiezaten achterloopt. Ook zou het station nog niet genoeg bezoekers trekken: er zijn 5.000 bezoekers nodig om een nieuw station te openen, tijdens de bouw van de wijk De Markiezaten zou het ongeveer 1.500 bezoekers trekken.

## Ontwikkeling aantal reizigers
Het aantal door NS vervoerde reizigers (per gemiddelde werkdag) ontwikkelde zich sedert 2019 als volgt:
| Jaar | Aantal reizigers |
| ---- | ---------------- |
| 2019 | 7.112            |
| 2020 | 3.429            |
| 2021 | 3.903            |
| 2022 | 5.049            |
| 2023 | 5.311            |
| 2024 | 5.548            |

## Afbeeldingen

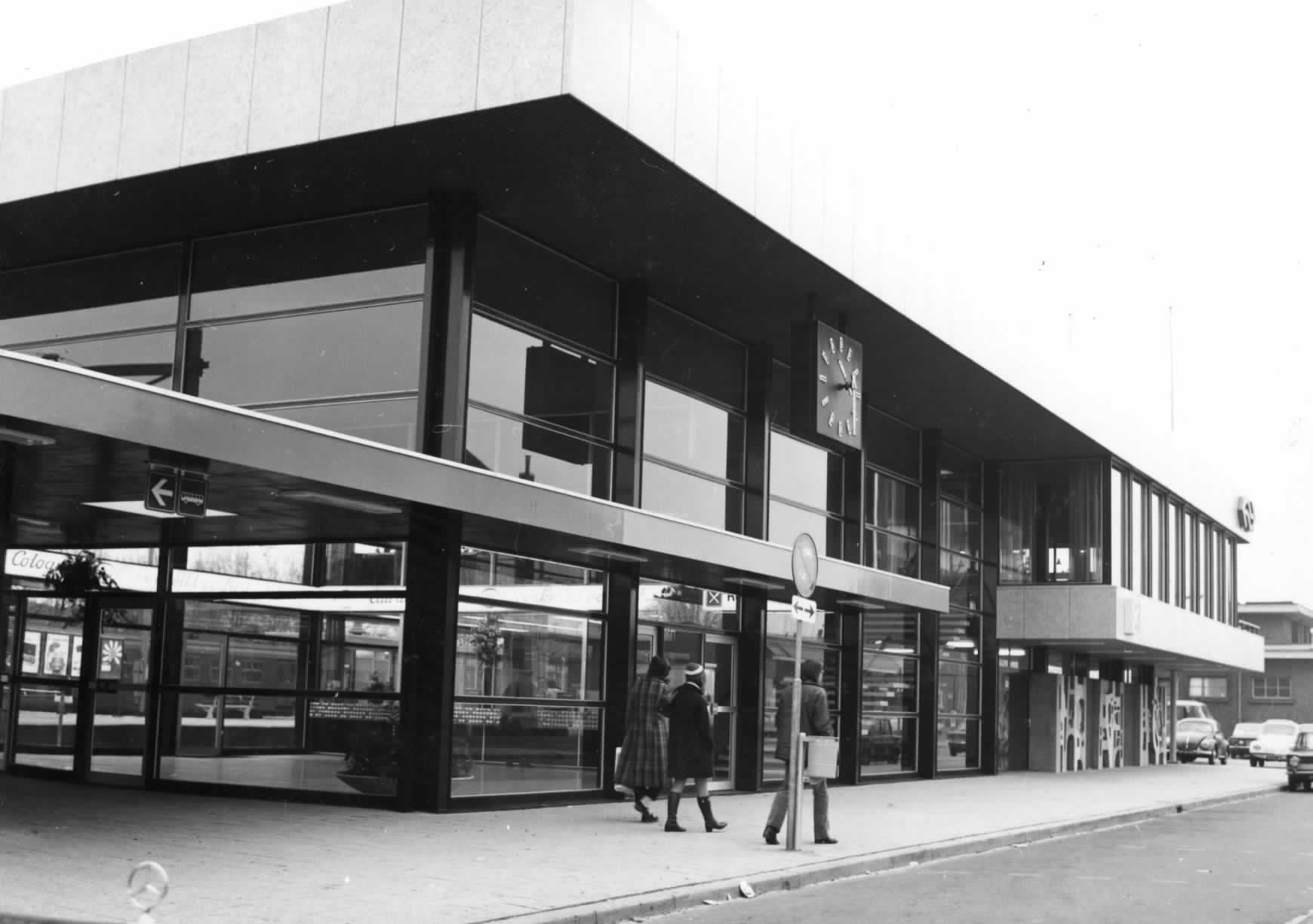
Stationsgebouw in 1971
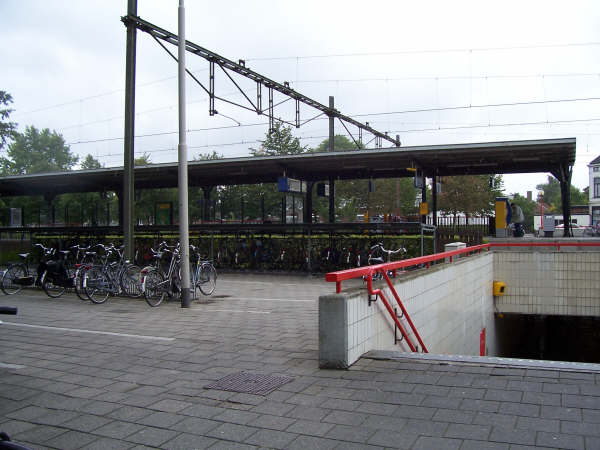
Station Bergen op Zoom - Perron
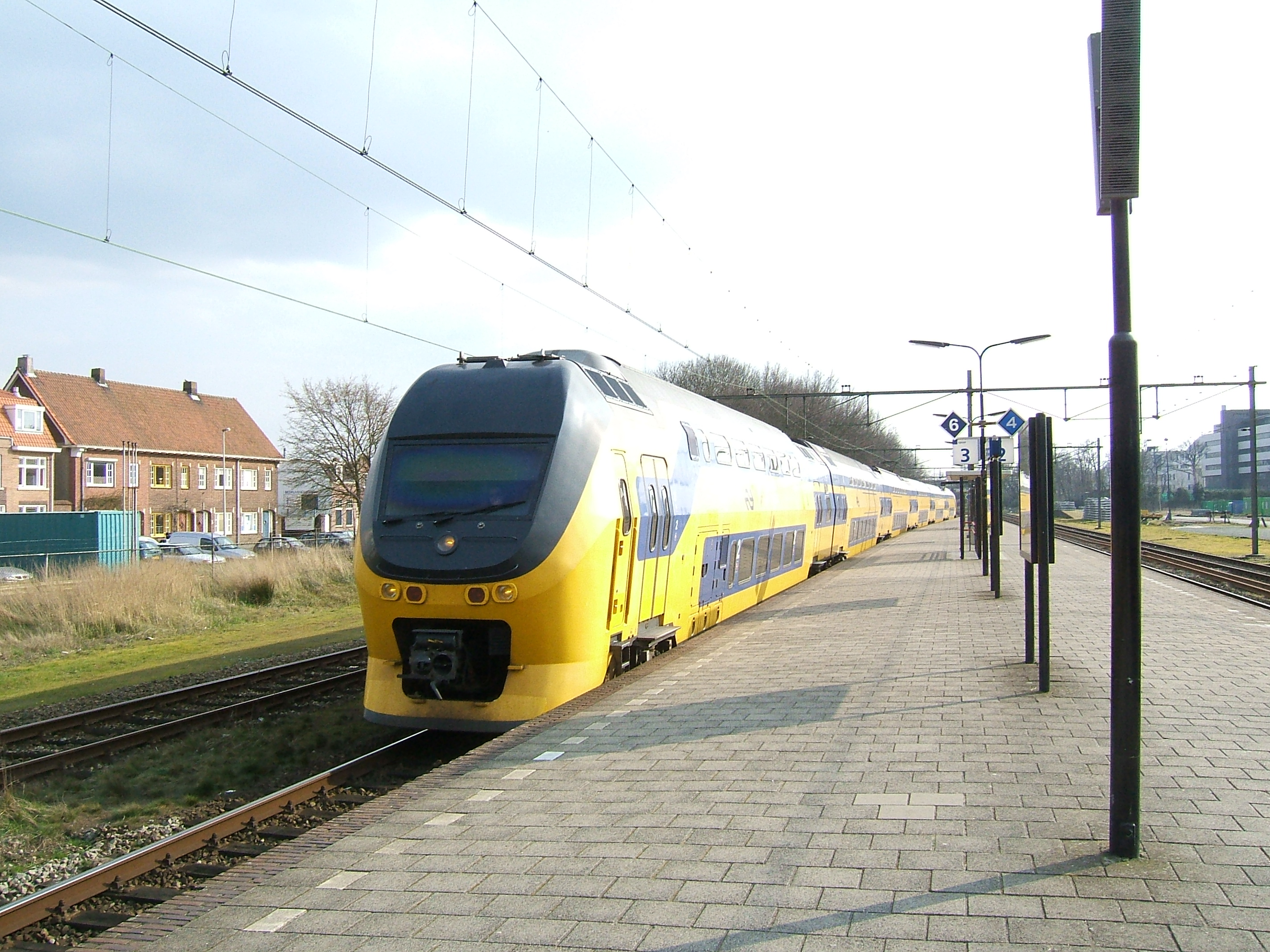
VIRM op het station (2007)
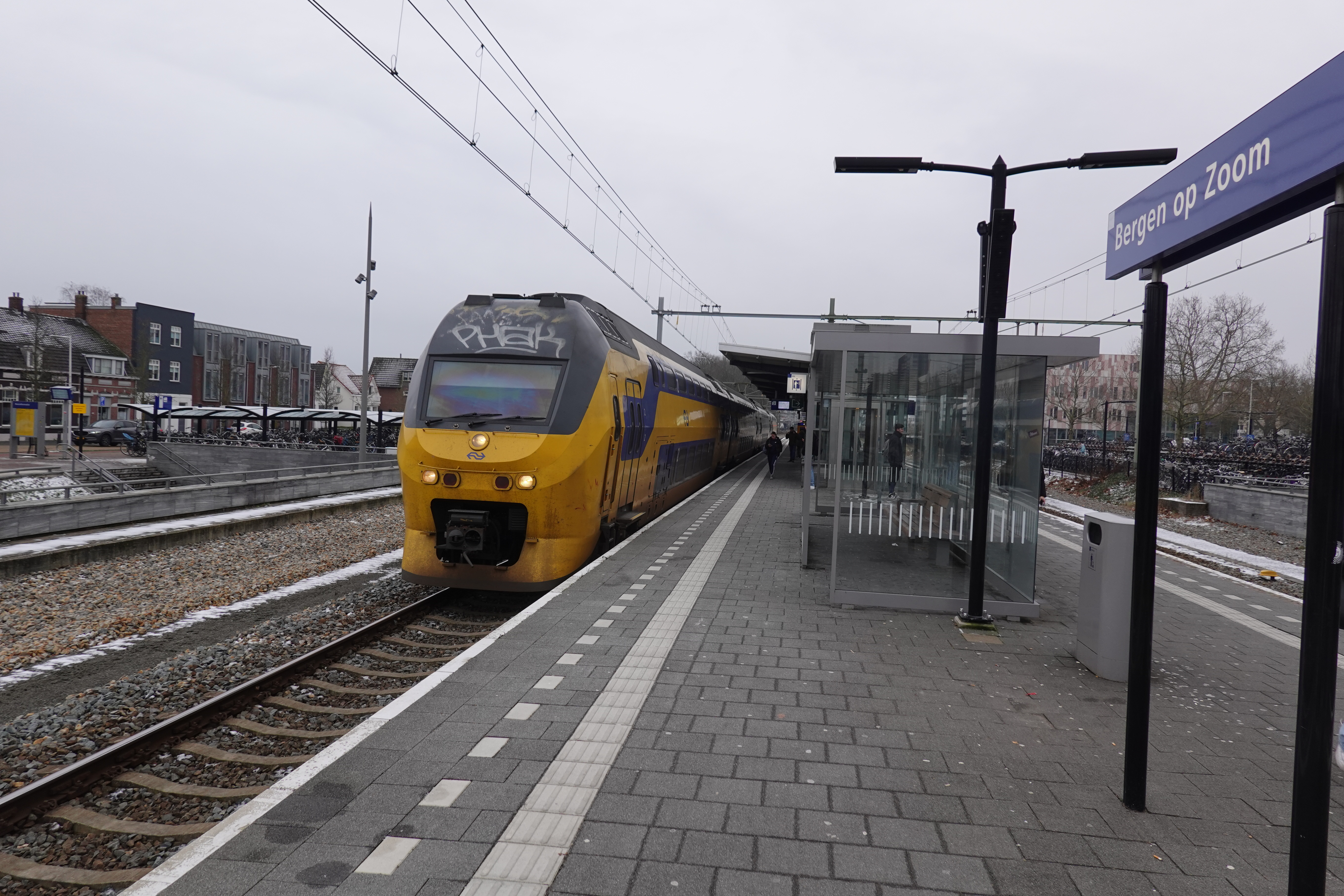
VIRM op het station (2024)
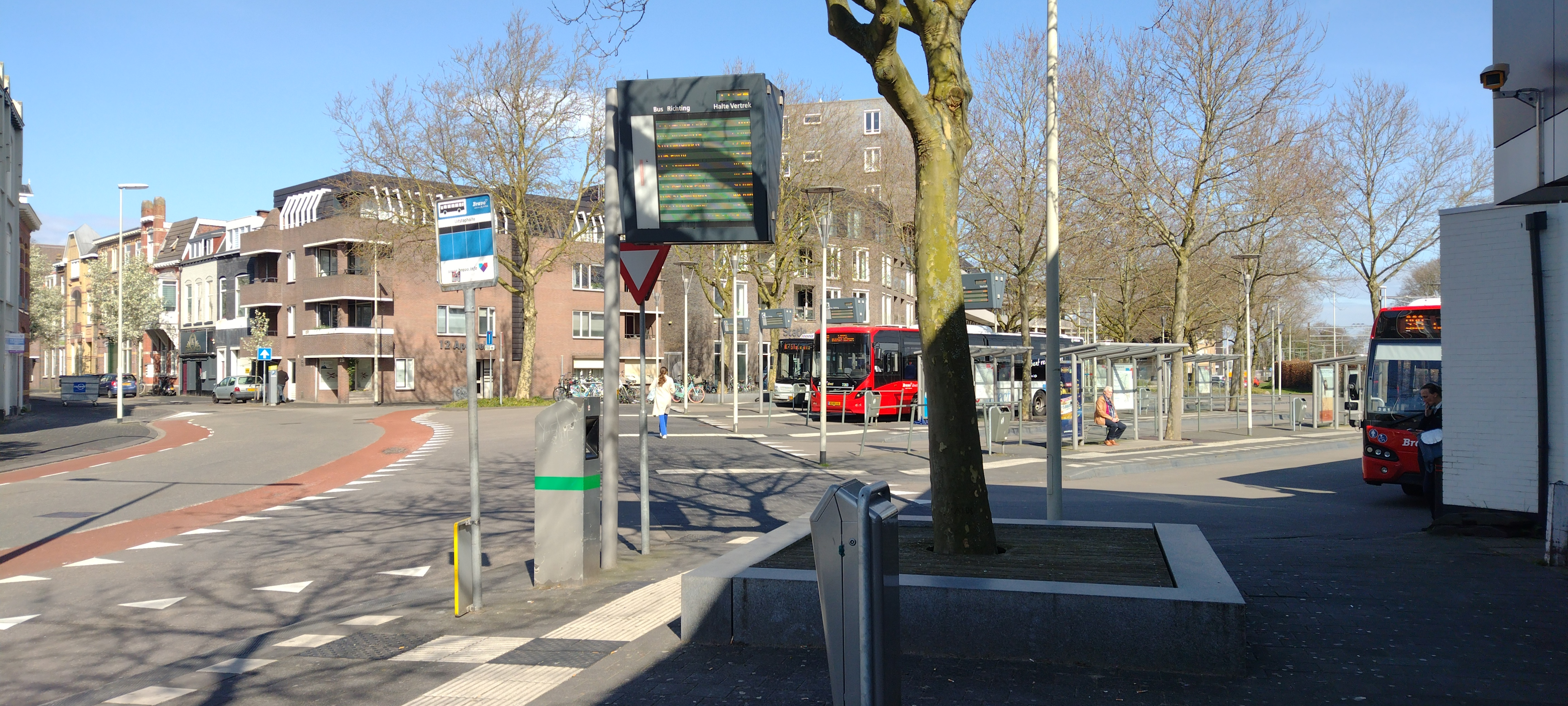
Busstation

## Trivia
Na de verbouwing van het nieuwe stadspark 'Kijk in de Pot', dat gelegen is naast het stamlijntje richting de haven, is spoor 1 met laagperron even een opstaphalte geweest.
0,0: Roosendaal ·
6,6: Wouw ·
12,5: Bergen op Zoom ·
18,4: Woensdrecht ·
28,2: Rilland-Bath ·
31,5: Krabbendijke ·
Oostdijk ·
38,2: Kruiningen-Yerseke ·
40,3: Vlake ·
44,1: Kapelle-Biezelinge ·
49,2: Goes ·
54,3: 's-Heer Arendskerke ·
Noord Kraaijert ·
64,5: Arnemuiden ·
68,3: Middelburg ·
71,0: Oost Souburg ·
72,0: Vlissingen Souburg ·
73,7: Vlissingen Stad ·
74,4: Vlissingen
Bergen op Zoom · 
Best · 
Boxmeer · 
Boxtel · 
Breda · 
-Prinsenbeek · 
Cuijk · 
Deurne · 
Eindhoven:
-Centraal · 
-Stadion · 
-Strijp-S ·
Etten-Leur · 
Geldrop · 
Gilze-Rijen · 
Heeze · 
Helmond · 
-Brandevoort ·
-Brouwhuis · 
-'t Hout · 
's-Hertogenbosch · 
-Oost · 
Lage Zwaluwe · 
Maarheeze · 
Oisterwijk · 
Oss ·
-West · 
Oudenbosch · 
Ravenstein · 
Roosendaal · 
Rosmalen · 
Tilburg · 
-Reeshof · 
-Universiteit · 
Vierlingsbeek · 
Vught · 
Zevenbergen
Voormalige stations: zie de lijst van voormalige spoorwegstations in Noord-Brabant